# Meerssenergroeve

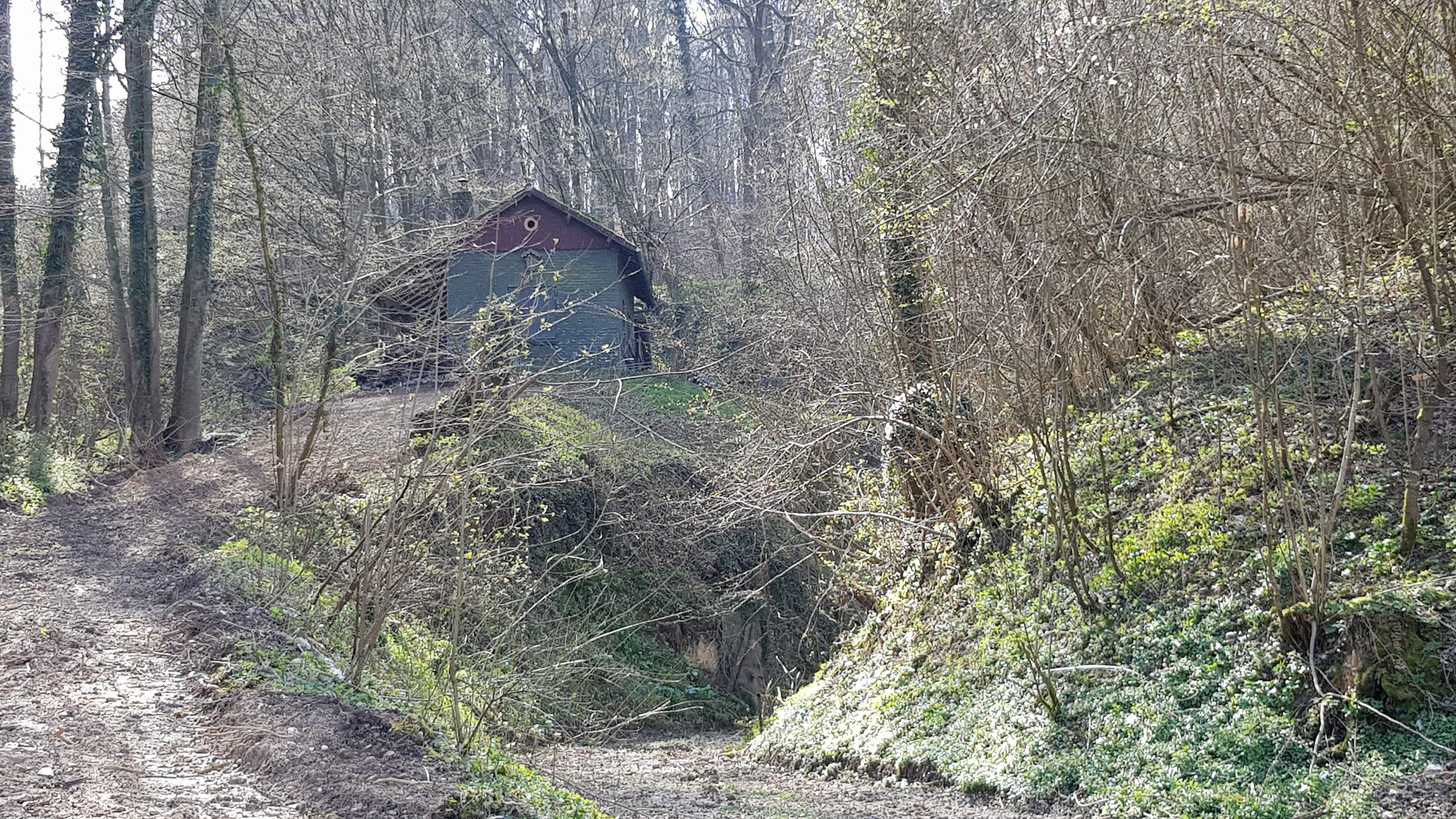
Naar de ingang van de groeve

De Meerssenergroeve, Schenkgroeve of Groeve Schenk is een Limburgse mergelgroeve in het Geuldal in de Nederlandse gemeente Meerssen in Zuid-Limburg. De ondergrondse groeve ligt ten zuidoosten van Meerssen ten zuidwesten van camping 't Geuldal. Ze ligt in het bos van De Dellen nabij de weg Gemeentebroek, ten noorden ligt het bosgebied van de Meerssenerbroek. De groeve ligt aan de noordwestkant van het Plateau van Margraten in de overgang naar het Maasdal. In de omgeving duikt het plateau een aantal meter steil naar beneden.
Op ongeveer 225 meter naar het westen ligt de Groeve Oly en op ruim 150 meter naar het westen ligt de Groeve Dellen oude werken, beide ook in De Dellen. Ten zuidoosten ligt de Curfsgroeve en ten oosten de Ravensgroeve I.

## Geschiedenis
Voor 1600 werd de groeve door blokbrekers in gebruik genomen voor de winning van kalksteen. In de groeve stamt de oudste bekende datering die op de wanden aangebracht is uit 1742.
Tot na 1850 werd de groeve geëxploiteerd voor de kalksteenwinning.

## Groeve
De Meerssenergroeve is een grote groeve en heeft een ingangsgedeelte van 140 bij 60 meter. Explosies in de dagbouwgroeve Curfsgroeve hebben er voor gezorgd dat het deel achter het ingangsgedeelte bouwvallig geworden is en instortingsgevaar dreigt.
In de groeve zijn er vele houtskooltekeningen in de stijl van de Meerssense School aanwezig van de hand van Alphons Volders, waarvan de meeste dateren uit 1913. Om deze tekeningen op de kalksteenwanden van de groeve te behouden zijn deze zoveel mogelijk gefotografeerd.
De beheerder van de groeve is Het Limburgs Landschap. De groeve is op veiligheid onderzocht en werd in 2016 en 2017 het voorste deel goedgekeurd, terwijl het achterste deel werd afgekeurd.